# Kubok SSSR 1936
La Kubok SSSR 1936 fu la 1ª edizione del trofeo. Vide la vittoria finale della Lokomotiv Mosca.

## Formula
Le squadre partecipanti furono 65 ed erano previsti in tutto sette turni, tutti ad eliminazione diretta con gare di sola andata; al primo turno parteciparono solo 58 formazioni a cui si aggiunsero le 7 formazioni della Gruppa A 1936.
Il torneo si disputò nell'intervallo tra i campionati che nel 1936 furono due: uno di primavera e uno di autunno.
In caso di parità al termine dei 90 minuti era prevista la ripetizione e, in caso di ulteriore parità, i tempi supplementari.

## Primo turno
Le gare furono disputate tra il 18 e il 26 luglio 1936.
| Squadra 1                  | Risultato | Squadra 2                       |
| -------------------------- | --------- | ------------------------------- |
| Arsenal Kiev               | 0 – 3     | Krasnoe Znamja Egor'evsk        |
| Bolshevik Kiev             | [ 2 ]     | CDKA-2 Mosca                    |
| Burevestnik Leningrado     | 2 – 6     | Dinamo-2 Mosca                  |
| Burevestnik Rostov-sul-Don | 0 – 3     | Zvezda Mosca                    |
| Dinamo Batumi              | 7 – 1     | Lokomotiv Alaverdi              |
| Dinamo Čeljabinsk          | 3 – 1     | Spartak Omsk                    |
| Dinamo Krasnodar           | [ 4 ]     | Krasny Oktyabr Stalingrad       |
| Dinamo Kryvyj Rih          | 5 – 0     | ZiI Ždanov                      |
| Dinamo Minsk               | 1 – 5     | Proletarskaja Pobeda Mosca      |
| Dinamo Voronež             | [ 5 ]     | Krasnoye Znamya Orechovo        |
| Dinamo Trudkommun Bolshevo | 5 – 0     | Lokomotiv Leningrado            |
| Dzeržinets Bezhitsa        | 2 – 1     | Lokomotiv Voronež               |
| KhPZ Charkiv               | 3 – 1     | Sniper Podolsk                  |
| Krasnoye Znamya Noginsk    | [ 6 ]     | Gornyak Krivoi Rog              |
| Krylya Sovetov Zaporižžja  | 0 – 5     | Lokomotiv Charkiv               |
| Morskoi Zavod Sebastopoli  | 1 – 0     | Lokomotiv Dnepropetrovsk        |
| Serp i Molot Charkiv       | 3 – 2     | Dinamo-TrudKommuna Ljubercy     |
| Spartak Ivanovo            | 1 – 6     | Lokomotiv-2 Mosca               |
| Stal Konstantinovka        | 3 – 1     | Burevestnik Mosca               |
| Zenit Iževsk               | 1 – 11    | Dinamo Sverdlovsk               |
| ZiD Dniprodzeržyns'k       | 0 – 1     | Pravda Mosca                    |
| ZiK Makiïvka               | 0 – 3     | Elektromashinostroitel Charkiv  |
| ZIM Mykolaïv               | 3 – 0     | Spartak Kiev                    |
| ZIP Dnepropetrovsk         | 10 – 0    | Farforovy Zavod Baranovka       |
| DKA Smolensk               | 4 – 1     | Energija Mosca                  |
| Dinamo Aktyubinsk          | [ 8 ]     | Dinamo Kujbyšev                 |
| Dzeržinec Kolomna          | [ 9 ]     | Spartak Kujbyšev                |
| Trudovaja Kommuna Kungur   | [ 10 ]    | Spartak Kalinin                 |
| Dzeržinets-STZ Stalingrado | 4 – 0     | DonGosTabFabrika Rostov-sul-Don |

## Secondo turno
Le gare furono disputate tra il 24 luglio e il 7 agosto 1936. In questo turno entrarono in gioco le squadre della Gruppa A 1936.
| Squadra 1                      | Risultato | Squadra 2                  |
| ------------------------------ | --------- | -------------------------- |
| Bolshevik Kiev                 | 2 – 6     | Dinamo Odessa              |
| Dinamo Gorky                   | 4 – 3     | Rekord Mosca               |
| Dinamo Pjatigorsk              | [ 11 ]    | Pravda Mosca               |
| Dinamo Rostov                  | 6 - 2     | Proletarskaya Pobeda Mosca |
| Dinamo Voronež                 | 0 – 2     | Spartak Mosca              |
| Dinamo Trudkommun Bolshevo     | 6 – 1     | Lokomotyv Kiev             |
| Dzeržinets Bezhitsa            | 3 – 2     | Kryl'ja Sovetov Mosca      |
| Dzeržinec Kolomna              | 0 – 9     | Spartak Leningrado         |
| Elektromashinostroitel Charkiv | 1 – 0     | Stal Dnipropetrovs'k       |
| Krasnoye Znamya Noginsk        | 3 – 0     | Ugolshchiki Stalino        |
| Krasnoe Znamja Egor'evsk       | [ 12 ]    | Dinamo Kiev                |
| Morskoi Zavod Sebastopoli      | 2 – 3     | Traktornj Zavod Charkiv    |
| Stakanovets Kadiyevka          | [ 13 ]    | Dinamo Mosca               |
| Trudovaya Kommuna Kungur       | 0 – 7     | Lokomotiv Mosca            |
| Zim Nikolajev                  | 1 – 0     | KinAp Odessa               |
| Dinamo-2 Mosca                 | 3 – 0     | Vympel Kiev                |
| Serp i Molot Charkiv           | 2 – 1     | Stalinets Mosca            |
| Dinamo Aktjubinsk              | 0 – 4     | CDKA Mosca                 |
| KhPZ Charkiv                   | 0 – 2     | ZiS Mosca                  |
| Kolkhoz Chapayeva Zolotonosha  | 0 – 15    | Serp i Molot Mosca         |
| Lokomotiv-2 Mosca              | 1 – 7     | Stanilets Leningrado       |
| ZiP Dnepropetrovsk             | 0 – 5     | Dinamo Charkiv             |
| Dinamo Kazan                   | [ 14 ]    | Dinamo Čeljabinsk          |
| Dinamo Sverdlovsk              | [ 15 ]    | GAZ Gor'kij                |
| DKA Smolensk                   | 2 – 3     | Krasnoe Znamja Leningrado  |
| Infizkult Mosca                | [ 16 ]    | Dinamo Baku                |
| Dinamo Batumi                  | 2 – 3     | Dinamo Tbilisi             |
| Dinamo Krasnodar               | 0 – 3     | Lokomotiv Tbilisi          |
| Dinamo Krivoi Rog              | 2 – 5     | Stroiteli Baku             |
| Dzeržinets-STZ Stalingrado     | [ 17 ]    | Dinamo Dnepropetrovsk      |
| Stal Konstantinovka            | 2 – 5     | Spartak Charkiv            |
| Lokomotiv Charkiv              | 0 – 1     | Dinamo Leningrado          |

## Sedicesimi di finale
Le gare furono disputate tra il 30 luglio e il 12 agosto 1936.
| Squadra 1                  | Risultato | Squadra 2                      |
| -------------------------- | --------- | ------------------------------ |
| Dinamo Gorky               | 0 – 2     | Stanilets Leningrado           |
| Dinamo Trudkommun Bolshevo | 0 – 2     | Krasnaja Zarja                 |
| Serp i Molot Charkiv       | 5 – 1     | Traktornj Zavod Charkiv        |
| Serp i Molot Mosca         | 3 – 2     | Dinamo-2 Mosca                 |
| Stakanovets Kadiyevka      | 0 – 2     | Elektromashinostroitel Charkiv |
| Zim Nikolajev              | 0 – 3     | Spartak Leningrado             |
| Dinamo Charkiv             | 0 – 1     | Lokomotiv Mosca                |
| Dinamo Kazan               | 1 – 2     | ZiS Mosca                      |
| Krasnoe Znamja Egor'evsk   | 0 – 4     | Krasnoye Znamya Noginsk        |
| Dinamo Tbilisi             | 3 – 2     | Stroiteli Baku                 |
| Dzeržinets Bezhitsa        | 0 – 3     | Dzeržinets-STZ Stalingrado     |
| Spartak Mosca              | 4 – 0     | Spartak Charkiv                |
| Dinamo Sverdlovsk          | 0 – 6     | Dinamo Rostov                  |
| CDKA Mosca                 | 1 – 2     | Dinamo Pjatigorsk              |
| Infizkult Mosca            | 1 – 4     | Dinamo Leningrado              |
| Lokomotiv Tbilisi          | 3 – 4     | Dinamo Odessa                  |

## Ottavi di finale
Le gare furono disputate tra il 5 e il 18 agosto 1936.
| Squadra 1               | Risultato | Squadra 2                      |
| ----------------------- | --------- | ------------------------------ |
| Lokomotiv Mosca         | 3 – 0     | Spartak Leningrado             |
| Stalinec Leningrado     | 0 – 3     | Spartak Mosca                  |
| Perp i Molot Charkiv    | 3 – 1     | Elektromashinostroitel Charkiv |
| Traktor Stalingrado     | 1 – 3     | Dinamo Tbilisi                 |
| ZiS Mosca               | 4 – 2     | Dinamo Pjatigorsk              |
| Krasnaja Zarja          | 2 – 1     | Dinamo Rostov                  |
| Dinamo Leningrado       | 3 – 2     | Serp i Molot Mosca             |
| Krasnoye Znamya Noginsk | [ 20 ]    | Dinamo Odessa                  |

## Quarti di finale
Le gare furono disputate tra il 14 e il 20 agosto 1936.
| Squadra 1               | Risultato   | Squadra 2            |
| ----------------------- | ----------- | -------------------- |
| Spartak Mosca           | 3 – 6 (dts) | Dinamo Tbilisi       |
| Krasnoye Znamya Noginsk | 1 – 0       | Dinamo Leningrado    |
| Krasnaja Zarja          | 1 – 0       | ZiS Mosca            |
| Lokomotiv Mosca         | 2 – 1       | Perp i Molot Charkiv |

## Semifinali
| Squadra 1       | Risultato | Squadra 2               |
| --------------- | --------- | ----------------------- |
| Dinamo Tbilisi  | 5 - 1     | Krasnoye Znamya Noginsk |
| Lokomotiv Mosca | 5 - 0     | Krasnaja Zarja          |

## Finale
| Mosca 28 agosto 1936, ore ?:?                            | Lokomotiv Mosca | 2 – 0 | Dinamo Tbilisi | Stadio Dinamo (Mosca) |
| \| \| \| \| \| Sokolov 18’ Lavrov 24’ \| Marcatori \| \| |                 |       |                |                       |
|                                                          |                 |       |                |                       |
| Sokolov 18’ Lavrov 24’                                   | Marcatori       |       |                |                       |